# Elena Zaniboni
Elena Zaniboni (Alessandria, 9 marzo 1939) è un'arpista italiana.
Elena Zaniboni è considerata la più famosa arpista italiana. Il suo repertorio spazia dalle origini della letteratura arpistica alla più ardita musica contemporanea.
23 compositori (fra i quali Marco Betta, Franco Donatoni, Lorenzo Ferrero, Carlo Galante, Domenico Guaccero, Franco Mannino, Virgilio Mortari, Francesco Pennisi, Nino Rota, Mario Zafred etc.) le hanno dedicato le loro opere.

## Biografia
Elena Zaniboni, nata ad Alessandria (Italia) il 9 marzo 1939 si è esibita la prima volta in pubblico a sette anni, diplomandosi a sedici e perfezionandosi in seguito con C.Gatti Aldrovandi e Nicanor Zabaleta.
Prima Arpa al Teatro San Carlo di Napoli  dal 1958 al 1965 e docente di ruolo presso il Conservatorio “V. Bellini” di Palermo dal 1966, ha lasciato questa cattedra nel 1980, essendole stato assegnato il Corso di Perfezionamento di Arpa presso l'Accademia nazionale di Santa Cecilia di Roma, ruolo che ha ricoperto fino al 2006.
La Zaniboni ha dato concerti in tutto il mondo, dal Maggio Musicale Fiorentino allo Schonbrunn Palace di Vienna, dal San Carlo di Napoli alla Filarmonica di Katovice, dall'Accademia di Santa Cecilia in Roma al teatro La Fenice di Venezia, dallo Schonberg Hall di Los Angeles  alla Wigmore Hall di Londra, dal Rudulfinum di Praga alla National Concert Hall di Dublino, suonando con direttori come Claudio Abbado, Peter Maag, Zdenec Macal, John Nelson, Mario Rossi, Alexander Anissimov, Gabriele Ferro, John Neschling, Motse Atzmon, Sándor Végh ed altri.  Tappe miliari della sua attività concertistica sono il recital di Arpa al Teatro alla Scala di Milano ed alla Carnegie Hall di New York. Ha suonato il Concerto di Mozart anche al Mozarteum di Salisburgo ed ha effettuato tournée in Giappone, in Cecoslovacchia, in Francia con l'Orchestre National des Pays de la Loire, negli Stati Uniti d'America ed in Brasile.
Ospite in vari festival, ha tenuto a battesimo ventitré opere scritte per lei dai più noti musicisti d'oggi. È regolarmente invitata quale membro della giuria nei concorsi internazionali e nei programmi televisivi (l'apparizione più recente è dell'agosto 2018 nella trasmissione Superquark con Piero Angela).
Incide per Fonit Cetra, Edi Pan, Frequenz e Xenam Music.
Il 2 maggio 2011 ha suonato in piazza San Pietro, a Roma, prima della Messa di Ringraziamento per la beatificazione di Giovanni Paolo II.
A settembre 2014 è uscita, per Curci Editore, la sua autobiografia dal titolo Le corde dell'anima.

## Premi e riconoscimenti
- 1961 Premio Accademia Chigiana
- 1980 Premio Il Sagittario d'Oro
- 1984 Premio Gargano
- 1986 Premio Puccini
- 1986 Premio Donna
- 1987 Premio La Rosa d'Argento
- 1987 Premio Telamone
- 1987 Premio L'Oscar del Successo
- 1988 Premio Paul Harris Fellow
- 1991 Premio Accademia del Mediterraneo
- 1996 Premio Donna in carriera
- 2000 Premio Universo Donna
- 2000 Premio Venere d'Argento
- 2001 Premio della Cultura Città di Monreale
- 2004 Premio Liolà
- 2005 Premio Zagara d'Oro
- 2005 Premio Pigna d'Argento
- 2007 Premio Gagliaudo
- 2014 Premio Mazzoleni

## Dediche
- Compositori che hanno dedicato le loro opere a Elena Zaniboni:

Barbera, Bellisario, Betta, Bianchini, Clementi, De Sica, Donatoni, Ferrero, Galante, Guaccero, La Licata, Maghini, Mannino, Molinelli, Montori, Mortari, Pennisi, Petra-Basacopol, Procaccini, Rota, Stassi, Tocchi, Zafred

## Discografia

### Concerti per Arpa e Orchestra
- Betta (dedicato a Elena Zaniboni) Perugia Classico LV 020
- Galante (dedicato a Elena Zaniboni) Perugia Classico SSC 010
- Mannino (dedicato a Elena Zaniboni)Evanescenze op.441 Panastudio Production CDJ 1005-2

### Musica da Camera
- Ravel Introduzione e Allegro
- Montori Romeo e Giulietta  (dedicato a Elena Zaniboni) XENAM MUSIC 0024

### Arpa sola
- Dussek Integrale Frequenz CAK 1
- Tocchi 6 Studi PAN NPRC 5005
- Hindemith, Casella, Jolivet, Prokofieff FONIT-CETRA ITL 70055
- Puccini, Debussy, Pittaluga Roniro CD GAM 2301
- Galuppi, Haendel, Paradisi Suonare records SNR 110
- Beethoven, Perracchio, Salzedo, Fauré CBR 1

## Altre
- Elaborazione per Arpa sola di TOSCA di Puccini
- Trascrizione di D.Scarlatti Allegro Vivo
- Direttore Artistico del IVth European Harp Symposium, svoltosi per la prima volta in Italia nel 1998, Elena Zaniboni ha contribuito come concertista e didatta alla divulgazione dell'Arpa nel mondo, tanto da essere eletta – unica italiana- nel Board of Directors del World Harp Congress. Ne è stata quindi Vice Presidente e dal 2002 è stata nominata componente a vita nella Corporation.